# Quararibea coloradorum
Quararibea coloradorum là một loài thực vật có hoa trong họ Cẩm quỳ. Loài này được (Benoist) Cuatrec. miêu tả khoa học đầu tiên năm 1949.